# Natus Vincere (Counter-Strike)
Natus Vincere (Counter-Strike) — підрозділ української кіберспортивної команди Natus Vincere з гри Counter-Strike, створений 2009 року. У 2010 році команда вперше в історії кіберспорту виграла три головні турніри протягом одного року — Intel Extreme Masters, Electronic Sports World Cup і World Cyber Games 2010.
На мейджор-турнірах із CS:GO NAVI тричі доходида до фіналу (Cluj-Napoca 2015, MLG Columbus 2016 та Major 2018), допоки 2021 року команда не стала чемпіоном на PGL Major Scoterholm 2021.
2024 року команда виграла другий мейджор-турнір (і перший в історії Counter-Strike 2) — PGL CS2 Major Copenhagen 2024.

## Історія

#### Створення команди
Команду створили в грудні 2009 року. Після розпаду українського проєкту KerchNET (2013), колишніх гравців команди підтримав відомий казахстанський бізнесмен та організатор кібертурнірів Мурат «Арбалет» Жумашевич Тулемаганбетов. Зібрану ним команду було названо «Arbalet.UA». До її складу увійшли харків'яни Данило «Zeus» Тесленко та Іван «Edward» Сухар'єв, киянин Сергій «starix» Іщук, Арсеній «Ceh9» Триноженко (Львів) та Єгор «markeloff» Маркелов з Дніпра. Менеджером команди став Олександр «ZeroGravity» Кохановський з Києва.
31 січня 2010 року Arbalet.UA перемагає у турнірі Arbalet Cup Asia 2010, двічі обігравши китайців з TyLoo і у фіналі перемігши ForZe 16:5 (inferno).
У лютому був оголошений конкурс на назву команди, що тоді виступала як «Arbalet.UA» або «Na'Vi». За підсумками голосування на сайті hltv.org, переможцем став португалець Bruno «hArt1k» Estevens, який запропонував назву «Team Vincit», похідним від якого стала фінальна назва «Natus Vincere» (з лат. — «народжені перемагати»), що дозволило залишити тег без змін — «Na'Vi».
Наприкінці 2012 року команда Natus Vincere перейшла на нову дисципліну — Counter-Strike: Global Offensive.

## Counter-Strike 1.6

### Intel Extreme Masters 4

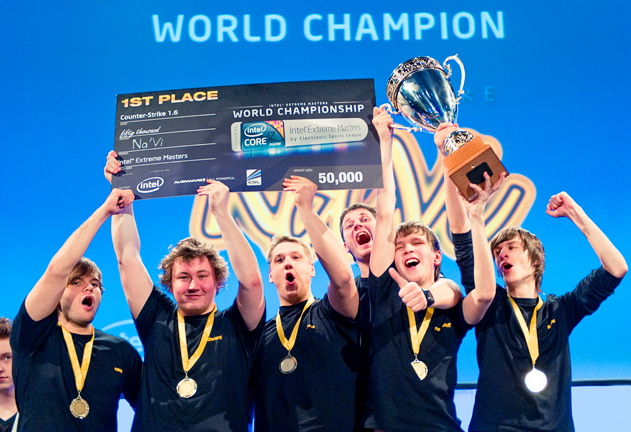
Команда Natus Vincere святкує виграш на IEM4 (2010)

6 березня 2010 року Natus Vincere стає чемпіоном світу і заробляє $ 50 тис., перемігши у фіналі 4-го сезону Intel Extreme Masters шведів Fnatic: 16:13 (train), 16:14 (inferno). Перші матчі кваліфікації почалися у вересні 2009 року, і команда грала під назвою KerchNET з іншими гравцями, з яких до складу чемпіонів світу входив лише starix.

У квітні 2010 року в новому ігровому центрі «Київ Кіберспорт Арена» в Києві відбувся шоу-турнір за участю команд Na'Vi, Fnatic, SK Gaming і UNITED. Кожна команда грала з кожною на п'яти картах. Турнір пройшов протягом трьох ігрових днів, а перемога і приз 12 000 $ дісталися Na'Vi.

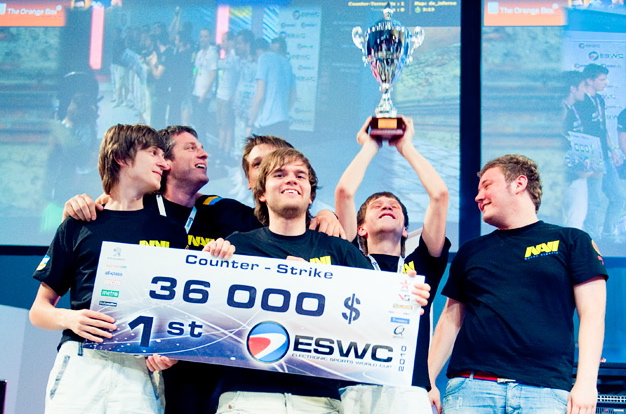
Natus Vincere із премією переможців, ESWC 2010

### SWC 2010
Після невдалого виступу на Arbalet Cup СНД 2010 року (4 місце) команда пропускає наступний великий турнір ASUS Winter 2010 і готується до Arbalet Cup і українським відбірковим ESWC. Проте, в травні 2010 року Na'Vi посіли друге місце в престижному турнірі Arbalet Cup Europe (Стокгольм), програвши у фіналі Fnatic і заробивши $ 10 000 призових. Зрештою, Na'Vi перемагають в ESWC Ukraine.
У фіналі ESWC команда потрапила до найвищого посіву разом із SK Gaming, Fnatic і mTw.dk. 4 липня 2010 року Natus Vincere перемогла в чемпіонаті світу за версією ESWC, перемігши у фіналі SK Gaming: 16: 5 (train) і 16: 4 (inferno).

Після перемоги в чемпіонаті світу Natus Vincere анонсували участь в двох турнірах Arbalet Cup Dallas (Даллас) і GameGune 2010 року (Більбао). 18 липня 2010 року Na'Vi перемагають в турнірі Arbalet Cup Dallas, обігравши у фіналі Mousesports: 19:15 (dust2), 16:12 (inferno) і отримавши $25 тис. Після цього команда вийшла на перше місце за кількістю призових, зароблених європейськими колективами протягом року. На наступних турнірах команда займає треті місця: GameGune 2010 і Extreme Masters — Shanghai.

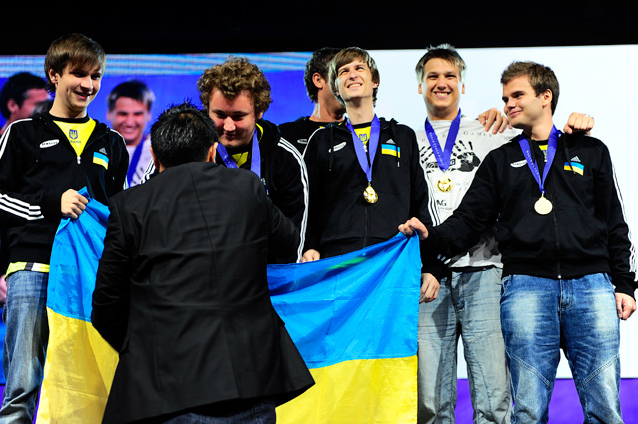
Гравці святкують перемогу на WCG, 2010

### Перемога на World Cyber Games 2010
15 серпня Na'Vi виграють українські відборні на World Cyber Games і отримують сплачену путівку на фінальну частину, яка буде проходити в Лос-Анджелесі з 30 вересня по 3 жовтня 2010 року.
Наступним турніром для Natus Vincere стає ASUS Summer 2010, на який команда отримала пряме запрошення. Турнір став першим з серії ASUS Open, котрий проводили за межами Росії, у Київському ігровому центрі «Київ Кіберспорт Арена». У півфіналі Na'Vi програють казахській команді k23, і у підсумку займають третє місце.
4 жовтня 2010 року Natus Vincere стають чемпіонами світу по версії World Cyber Games, обігравши у напруженому фіналі данську команду mTw.dk. Ця перемога робить Na'Vi першою командою в світі, котрій вдалося завоювати зразу три найпрестижніших чемпіонських титулів (IEM, ESWC, WCG) за один рік. Наприкінці жовтня 2010 року коментатор ESL TV Бакр «KinGSaicx» Фадль заявив, SK Gaming збираються запросити на місце свого шведського складу українську команду, однак менеджер Natus Vincere спростував інформацію о переході.
На початку листопада 2010 року Natus Vincere беруть участь у турнірі World e-Sports Masters (WEM 2010), який щороку збирає кращі команди зі всього світу у китайському місті Ханчжоу. Серед восьми учасників турніру Na'Vi займають четверте місце, завоювавши 7 500$.

### Перемога на DreamHack Winter 2010

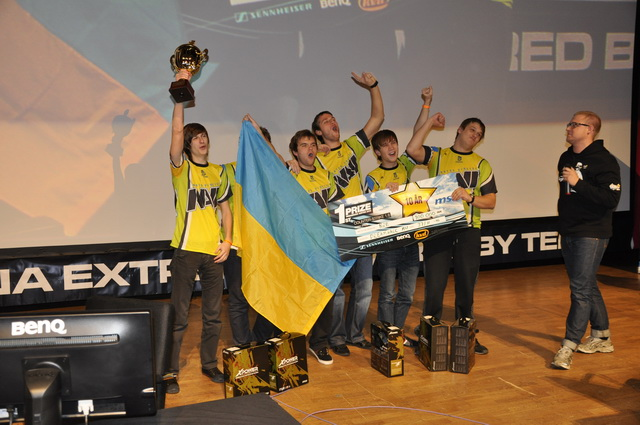
Natus Vincere після перемоги в Dreamhack, 2010

З 25 по 27 листопада 2010 року в шведському місті Йончепінг пройшла одна з найбільших європейських LAN party DreamHack Winter 2010. Для участі в турнірі по Counter-Strike Natus Vincere довелося пропустити найбільший російський турнір ASUS Autumn 2010. Після виходу в плей- офф Na'Vi послідовно обіграли команди puta, fnatic і Frag eXecutors, а в фіналі не залишили шансів данцям з mTw.dk, ставши переможцями турніру. За чотири матчі плей-офф українці програли лише один «тайм» — команді fnatic на що з'явилася вперше мапі de_mirage. Сергій Іщук («Starix») був визнаний кращим гравцем турніру.
Після перемоги в цьому турнірі команда встановила черговий рекорд, заробивши за рік $ 220 000 (за іншими даними — трохи більше $ 215 000). Попереднє досягнення належало шведському колективу fnatic, що заробив у 2009 році $ 189 тис. (до них найкращими були також шведи з SK Gaming — $ 183 тис. в 2003 році).

### Перемога на Intel Extreme Masters 5
5 березня 2011 року в Ганновері Natus Vincere відстоює титул чемпіонів світу за версією Intel Extreme Masters і виграє $ 35 000, перемігши в фіналі польську Frag eXecutors: 16:12 (train), 16:10 (dust2). З виграшу команди було вирахувано $ 4 550 (13 %) як штрафу за порушення правил.

## Склад
У період гри Counter-Strike версії 1.6 склад жодного разу не змінювався. Свою роль поміняв менеджер Олександр «ZeroGravity» Кохановський, а його місце посів Ігор «caff» Сидоренко. В кінці 2012 року всі гравці перейшли до нової дисципліни — Counter-Strike: Global Offensive, що з'явилася того року.
|                                      | Нік                                  | Повне ім'я                           |
| Склад з грудня 2009 по листопад 2012 | Склад з грудня 2009 по листопад 2012 | Склад з грудня 2009 по листопад 2012 |
| ------------------------------------ | ------------------------------------ | ------------------------------------ |
| Україна                              | Zeus                                 | Данило Тесленко                      |
| Україна                              | Ceh9                                 | Арсен Триноженко                     |
| Україна                              | Edward                               | Іоан Сухарєв                         |
| Україна                              | Starix                               | Сергій Іщук                          |
| Україна                              | Markeloff                            | Єгор Маркелов                        |

## Досягнення

### Участь у турнірах
| Місце | Турнір                              | Місце        | Дата                | Призові       |
| 2010  | 2010                                | 2010         | 2010                | 2010          |
| ----- | ----------------------------------- | ------------ | ------------------- | ------------- |
| 5     | IEM IV European Finals              | Кельн        | 15 — 17 січня       | $1 250        |
| 1     | Arbalet Asia                        | Алмати       | 30 — 31 січня       | $10 000       |
| 1     | IEM IV World Championship Finals    | Ганновер     | 2 — 6 березня       | $50 000       |
| 1     | Arbalet Cup Ukraine                 | Київ         | 3 квітня            | $3 000        |
| 1     | Arbalet Cup Best of Four            | Київ         | 9 — 11 квітня       | $12 000       |
| 2     | Arbalet Cup Europe                  | Стокгольм    | 14 — 16 травня      | $10 000       |
| 1     | ESWC 2010                           | Париж        | 30 червня — 4 липня | $36 000       |
| 1     | Arbalet Cup Dallas 2010             | Даллас       | 16 — 18 липня       | $25 000       |
| 3     | GameGune 2010                       | Більбао      | 22 — 24 липня       | $4 000        |
| 3     | Extreme Masters: Shanghai           | Шанхай       | 29 липня — 1 серпня | $5 000        |
| 3     | ASUS Summer 2010                    | Київ         | 28 — 29 серпня      | $3 000        |
| 1     | World Cyber Games 2010              | Лос-Анджелес | 1 — 4 жовтня        | $25 000       |
| 4     | World e-Sports Masters 2010         | Ханчжоу      | 3 — 7 листопада     | $7 500        |
| 1     | Dreamhack Winter 2010               | Єнчепінг     | 25 — 27 листопада   | $28 200       |
| 2011  |                                     |              |                     |               |
| 4     | IEM V European Finals               | Київ         | 20 — 23 січня       | $3 200        |
| 1     | IEM V World Championship Finals     | Ганновер     | 1 — 5 березня       | $30 450       |
| 1     | Intel Challenge Super Cup #7        | Київ         | 19 — 20 березня     | $5 000        |
| 1     | OSPL Spring 2011                    | Алмати       | 3 квітня            | $5 400        |
| 1     | ASUS Spring 2011                    | Київ         | 28 — 29 травня      | $4 430        |
| 3     | DreamHack Summer 2011               | Єнчепінг     | 18 — 20 червня      | $1 602        |
| 1     | Adepto BH Open                      | Сараєво      | 24 — 26 червня      | 6 000 €       |
| 3     | GameGune 2011                       | Більбао      | 22 — 24 липня       | 3 000 €       |
| 3     | ASUS Summer 2011                    | Київ         | 13 — 14 серпня      | 27 500 рублів |
| 3     | e-STARS Seoul 2011                  | Сеул         | З 19 по 21 серпня   | $9 200        |
| 2     | Samsung European Championship 2011  | Варшава      | З 7 по 9 жовтня     | $10 000       |
| 2     | ESWC 2011                           | Париж        | 22 — 24 жовтня      | $6 000        |
| 4     | MSI Beat IT Russia 2011             | Київ         | 19 — 21 листопада   | $1 000        |
| 3     | Dreamhack Winter 2011               | Єнчепінг     | 24 — 26 листопада   | $4 275        |
| 2012  |                                     |              |                     |               |
| 1     | IEM VI Global Challenge Kiev        | Київ         | 19 — 22 січня       | $16 000       |
| 2     | Kingston Trilogy Tour 2012          | Стамбул      | 4 лютого            | $1 000        |
| 2     | IEM VI World Championship Finals    | Ганновер     | 6 — 10 березня      | $20 000       |
| 1     | TECHLABS Cup Russia 2012            | Москва       | 18 березня          | $10 000       |
| 2     | Copenhagen Games 2012               | Копенгаген   | 6 — 7 квітня        | 4 700 €       |
| 2     | TECHLABS Cup Belarus showmatch 2012 | Мінськ       | 23 травня           | $1 300        |
| 2     | DreamHack Summer 2012               | Єнчепінг     | 17 — 18 червня      | $3 630        |
| 2     | GameGune 2012                       | Більбао      | 27 — 29 липня       | 6 000 €       |
| 2     | TECHLABS Cup Ukraine 2012           | Київ         | 29 вересня          | $3 000        |
| 2     | Pro Gamer Series Exponor 2012       | Порту        | 10 — 14 жовтня      | 4 000 €       |

#### Статистика
Зведена статистика по турнірах
| Рік       | Число турнірів | місце | місце | місце | Призові  | Призові на людину |
| 2010—2012 | 38             | 15    | 11    | 8     | $390 110 | $78 022           |
| 2010      | 14             | 8     | 1     | 3     | $219 950 | $43 990           |
| 2011      | 14             | 5     | 2     | 5     | $97 150  | $19 430           |
| 2012      | 10             | 2     | 8     | 0     | $73 010  | $14 602           |
| --------- | -------------- | ----- | ----- | ----- | -------- | ----------------- |

### Рекордні призові
Сума призових у 2012 році — $387 320 (станом на 7 квітня 2012), є найвищим досягненням за всю історію професійного Counter-Strike. Попередні рекорди належали шведським командам SK Gaming ($183 000 у 2003 році) та fnatic ($189 000 у 2009 році).

### Рейтинг гравців
По результатам 2010 року популярний сайт HLTV.org [Архівовано 27 листопада 2019 у Wayback Machine.] склав рейтинг 20 кращих гравців у Counter-Strike, перше місце в котрому отримав Ігор «markeloff» Маркелов. Сергій «Starix» Іщук зайняв 4-те місце, Іоан «Edward» Сухарев — 5-те, а капітан команди Данило «Zeus» Тесленко, окрім 19-го місця, отримав звання «Найкращого капітана року».

## Counter-Strike: Global Offensive

### 2012—2017
Наприкінці 2012 року весь склад команди Counter-Strike перейшов на нову ігрову дисципліну. У лютому 2013 року відбулося перше бойове хрещення на лан-турнірі у Відні. Перші медалі хлопці виграли у квітні того ж року у фіналі п‘ятого сезону SLTV StarSeries у Києві.
У серпні 2013 року у складі команди відбулися серйозні зміни, команду покинув Єгор Маркелов. Після невеликої паузи, менеджмент команди вирішив запросити двох гравців з Росії — Дениса Костіна і Антона Колеснікова, молодшого брата Олексія Колеснікова. Основними задачами поставленими перед складом були зіграність і стабільність. Однак колектив не зміг показати хороших результатів і після DreamHack Winter 2013 у команді знову відбулися зміни.
9 грудня 2013 року команду покинули Арсеній Триноженко і Антон Колесніков. Триноженко заявив, що залишаючи команду, він залишиться у проекті Natus Vincere.

### 2017—2018
28 липня 2017 року організація виключила Ладіслава «GuardiaN» Ковача і Дениса «seized» Костіна з основного складу по Counter-Strike: Global Offensive. Контракти гравців виставлені на трансфер. Головною причиною виключення гравців став незадовільний виступ команди на PGL Major Kraków 2017. На турнірі у Польщі Natus Vincere G2A не змогли потрапити у сітку плей-офф і вперше за три роки позбулися статусу «Легенд».
9 серпня 2017 року Данило «Zeus» Тесленко перейшов у Natus Vincere опісля року виступів за Gambit Esports. У стартовий склад також повернувся Денис «seized» Костін, котрого виставляли на трансфер після результату команди на PGL Major Kraków 2017.
17 жовтня 2017 року з'явились чутки про виключення Дениса «seized» Костіна з основного складу Na'Vi. На наступний день організація підтвердила цю інформацію. У листопаді 2017 року Денис «electronic» Шаріпов перейшов з команди FlipSid3 Tactics до NaVi, на наступному турнірі NaVi вишли у півфінал, а згодом й у фінали ще кількох великих турнірів. Літом 2018 NaVi виграли 3 турніри поспіль, включаючи ESL One Cologne. Гравець команди Олександр Костилєв за цей проміжок 6 разів удостоювався звання MVP.
Восени 2018 року команду NaVi купив україський бізнесмен Максим Кріппа.

### 2019
28 травня 2019 року Іоан «Edward» Сухар'єв був замінений на Кирила «BoombI4» Михайлова. 29 травня 2019 року Edward став частиною Winstrike Team на правах оренди. 7 вересня 2019 року у Edward-а закінчився термін оренди, й він повернувся до Na'Vi. 14 вересня 2019 року Данило «Zeus» Тесленко і Михайло «kane» Благін покинули NaVi. 20 вересня 2019 року до складу приєднався Ладислав «GuardiaN» Ковач, Андрій «B1ad3» Городенський став тренером.

### 2020
24 січня 2020 року NaVi отримали Іллю «Perfecto» Залутського, натомість Ладіслава «GuardiaN» Ковача відправили на лавку запасних. Після підписання молодого таланту команда дебютувала на Ice Challenge 2020, де отримала срібло. Вже на наступному турнірі, головному турнірі зимового періоду та одного з найпрестижніших турнірів, IEM Katowice 2020, вони виграли. Олександр «s1mple» Костилєв став найкращим гравцем турніру, отримавши медаль, а Boombl4 та Perfecto виграв свій перший великий турнір.

### 2021
У 2021 році команда вперше перемогла на мейджор-турнірі PGL Major Stockholm 2021, ставши єдиною командою, що виграла турнір без жодної втраченої карти. Після перемоги на турнірі команду привітав президент України Володимир Зеленський.

### 2022
Команда добре провела PGL Major Antwerp 2022, після цього вийшла до етапу «Дегенди», де спершу перемогла G2 Esports з рахунком 19:17 у форматі Best of 1, потім перемогла BIG із рахунком 16:8, і у вирішальному матчі перемогла шведів Ninjas in Pyjamas 2:1, забезпечивши собі місце у play off.
У чвертьфіналі NAVI перемогла команду Heroic — 2:1, у півфіналі впоралася з фінами з ENCE — 2:0, але у фіналі не змогла перемогти FaZe Clan.
29 травня 2022 року росіянин Кирило Михайлов покинув команду через репутаційні ризики.
3 червня 2022 року до команди приєднався Віктор Somedieyoung Грудужєв, замінивши Дениса «electronic» Шаріпова, який став капітаном.
Після повномасштабного вторгнення Росії до України, російські гравці (Perfecto і electroNic) — відмовилися грати під російським прапором, у грудні 2022 року вони попросили замінити його на нейтральний прапор.
NAVI посіла друге місце в рейтингу найкращих команд 2022 року за версією HLTV.

### 2023
30 червня 2023 року з команди пішли Денис Шаріпов, Іллям Залутський та Андрій Кухарський.
У вересні 2023 року команда перейшла до дисципліни Counter Strike 2.

### Склад команди
|                | Нік            | Повне ім'я          |
| Основний склад | Основний склад | Основний склад      |
| -------------- | -------------- | ------------------- |
|                | Perfecto       | Ілля Залуцький      |
|                | s1mple         | Олександр Костилєв  |
|                | Boombl4        | Кирило Михайлов     |
|                | b1t            | Валерій Ваховський  |
|                | electronic     | Денис Шаріпов       |
| Тренер         |                |                     |
|                | B1ad3          | Андрій Городенський |

#### Попередні учасники
| Прапор | Нік       | Перейшов у       | Повне ім'я         |
| ------ | --------- | ---------------- | ------------------ |
|        | seized    | Без команди      | Денис Костін       |
|        | starix    | Закінчив кар'єру | Сергій Іщук        |
|        | ceh9      | Закінчив кар'єру | Арсеній Триноженко |
|        | kibaken   | USSR Team        | Антон Колесніков   |
|        | markeloff | Flipsid3 Tactics | Егор Маркелов      |
|        | Edward    | Без команди      | Іоан Сухарєв       |
|        | Zeus      | Закінчив кар'єру | Данило Тесленко    |
|        | kane      | Без команди      | Михайло Благін     |

#### Статистика
| Зіграно карт | Перемоги / Нічиї / Поразки | Убивства / смерті | Зіграно раундів | Прим.  |
| 1391         | 809 / 16 / 566             | 129012 / 120942   | 36732           | [ 48 ] |
| ------------ | -------------------------- | ----------------- | --------------- | ------ |

Статистика актуальна на 12 листопада 2019 року. Зведена статистика по турнірам.
| Рік       | Число турнірів | місце | місце | місце | Призові     | Призові на людину |
| 2013—2018 | 107            | 20    | 25    | 21    | 2 634 050 $ | 526 810 $         |
| 2013      | 21             | 0     | 4     | 8     | 18 500 $    | 3 700 $           |
| 2014      | 14             | 5     | 5     | 1     | 88 000 $    | 17 600 $          |
| 2015      | 23             | 5     | 6     | 3     | 375 550 $   | 75 110 $          |
| 2016      | 13             | 3     | 4     | 2     | 706 000 $   | 141 200 $         |
| 2017      | 16             | 2     | 1     | 2     | 275 000 $   | 55 000 $          |
| 2018      | 20             | 5     | 5     | 5     | 1 171 000 $ | 234 200 $         |
| 2019      | 12             | 1     | 1     | 4     | 479 000 $   | 95 800 $          |
| --------- | -------------- | ----- | ----- | ----- | ----------- | ----------------- |